# Paul Richardson (giocatore di football americano)
Paul Richardson (Los Angeles, 13 aprile 1992) è un ex giocatore di football americano statunitense che ha militato nel ruolo di wide receiver nella National Football League (NFL). Fu scelto nel corso del secondo giro (45º assoluto) del Draft NFL 2014 dai Seattle Seahawks. Al college ha giocato a football all'Università del Colorado.

## Carriera universitaria
Richardson inizialmente frequentò UCLA ma non gli fu garantito il posto in squadra prima dell'inizio della stagione. Passò così alla University of Colorado a Boulder. Disputò tutte le 12 partite quell'anno, facendo registrare 34 ricezioni per 514 yard e 6 touchdown. Nella sua stagione da sophomore nel 2011, disputò 9 partite e terminò con 39 ricezioni per 555 yard e 5 touchdown, perdendo quattro gare per infortunio. Nell'aprile 2012 si ruppe il legamento crociato anteriore, venendo costretto a perdere l'intera stagione. Fece ritorno come titolare nel 2013 quando stabilì il nuovo primato scolastico per yard ricevute in una stagione. Il 2 dicembre 2013 annunciò che si sarebbe reso eleggibile per il Draft 2014.

## Carriera professionistica

### Seattle Seahawks

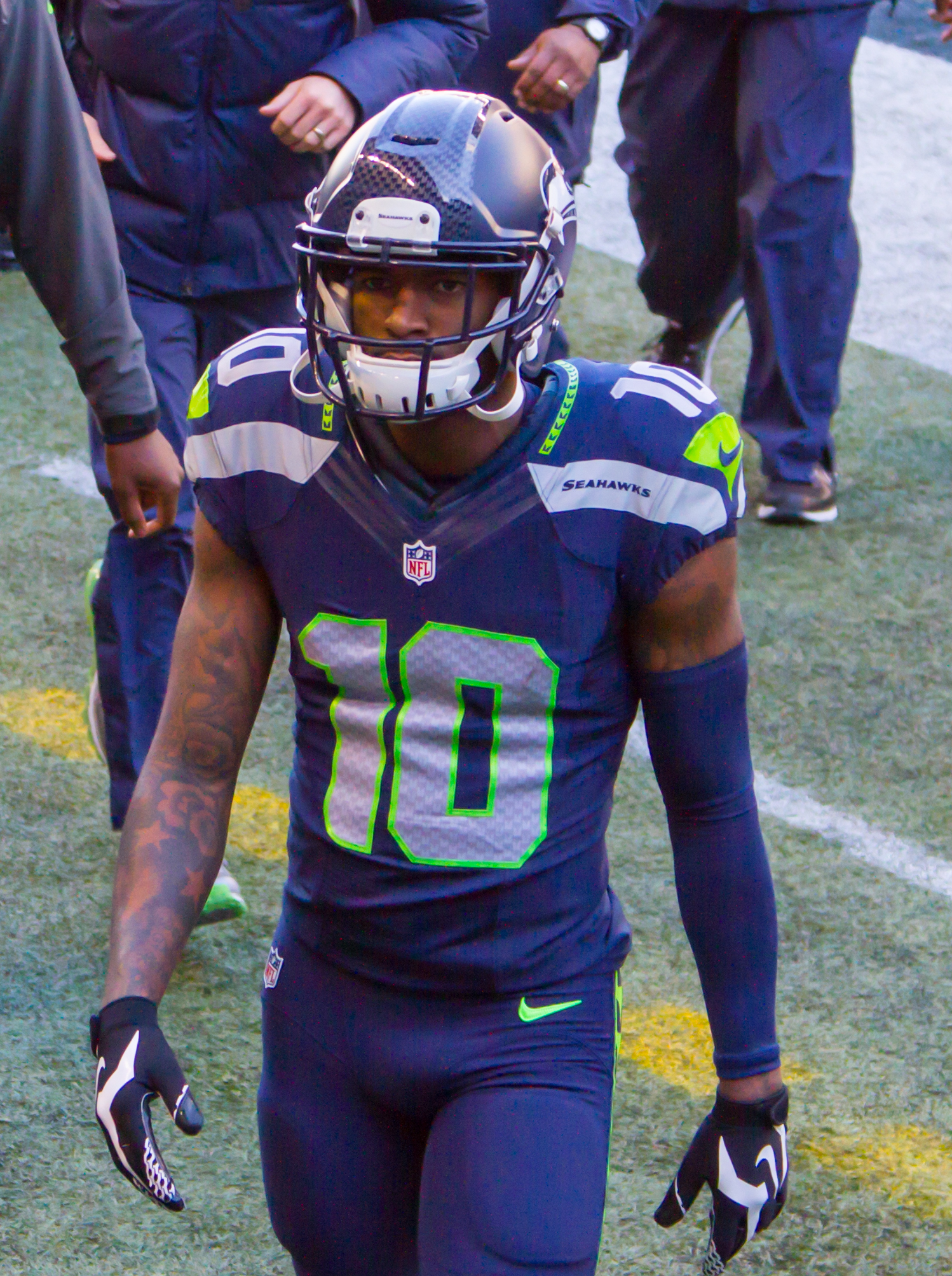
Richardson nel 2014

Richardson fu scelto nel corso del secondo giro del Draft 2014 dai Seattle Seahawks. Debuttò come professionista nella gara della settimana 1 vinta contro i Green Bay Packers, senza fare registrare alcuna ricezione. Il primo passaggio da 7 yard lo ricevette nella vittoria della settimana 3 contro i Denver Broncos. Partì per la prima volta come titolare nella gara della settimana 8 contro i Carolina Panthers, ricevendo 2 passaggi per 20 yard nella vittoria in trasferta. Il primo touchdown lo segnò nella vittoria della settimana 15 contro i San Francisco 49ers su passaggio da 10 yard di Russell Wilson nel secondo tempo. La sua stagione da rookie terminò con 29 ricezioni per 271 yard in 15 presenze, di cui sei come titolare. Il 10 gennaio 2015, nella gara del secondo turno di playoff vinta contro i Panthers, Richardson subì un grave infortunio, rompendosi il legamento crociato anteriore.
Nel 2015, Richardson giocò solo una partita, ricevendo un passaggio da 40 yard nella settimana 10 contro i Cardinals, prima di tornare in lista infortunati.
Nella stagione regolare 2016, Richardson disputò 15 partite, nessuna delle quali come titolare, con 288 yard ricevute e un touchdown nella sconfitta del penultimo turno contro gli Arizona Cardinals. Si mise però in luce nel primo turno di playoff vinto contro i Detroit Lions, quando segnò su una situazione di quarto down un touchdown con una presa ad una sola mano, in una ricezione definita dai media come una delle più spettacolari dell'anno.
Nel secondo turno della stagione 2017, Richardson fu decisivo nel far cogliere a Seattle la prima vittoria stagionale segnando il touchdown del definitivo sorpasso sui 49ers nei minuti finali pur con un anulare fratturato. Nella settimana 8 superò per la prima volta le 100 yard ricevute (105) e segnò 2 touchdown nella vittoria in rimonta sugli Houston Texans. La sua annata si chiuse riuscendo per la prima volta a disputare tutte le 16 partite stagionali, terminando con i nuovi primati personali in ricezioni (44), yard ricevute (703) e touchdown (6).

### Washington Redskins
Scaduto il contratto con Seattle, il 13 marzo 2018 Richardson firmò un accordo quadriennale da 40 milioni di dollari con i Washington Redskins.

### Seattle Seahawks
Richardson firmò per fare ritorno ai Seattle Seahawks il 29 agosto 2020.

## Palmarès

### Franchigia
- National Football Conference Championship: 1

Seattle Seahawks: 2014